# Picea jezoensis
Épicéa du Japon, Épicéa de Yéso
Espèce
Classification phylogénétique
Statut de conservation UICN

 LC  : Préoccupation mineure
Picea jezoensis, en français Épicéa du Japon (anciennement, épicéa de Yéso), est un conifère d'Asie appartenant au genre Picea (épicéa). Son nom vient de l'île d'Ezo (Yéso, Yezo), ancien nom de Hokkaidō, l'île la plus septentrionale du Japon, où les premiers spécimens ont été décrits par les naturalistes.

## Caractéristiques
C'est un grand arbre atteignant 30 à 50 m de hauteur et 2 m de diamètre. Son écorce est sombre, fine et écailleuse, devenant fissurée chez les vieux arbres. Les pousses sont brun chamois pâle, glabres, avec des coussinets foliaires proéminents. Le feuillage forme un large cône.
Les feuilles sont longues de 15 à 20 mm et ressemblent à des aiguilles élargies dans la partie centrale ; le dessus est vert sombre, sans stomates, et le dessous, bleu blanchâtre avec deux lignes continues de stomates.
Les cônes sont pendants, cylindriques, élancés, de 4 à 7 cm de long sur 2 cm de large lorsqu'ils sont fermés, s'ouvrant sur 3 cm de large. Ils ont des écailles fines et flexibles de 12 à 18 mm de long. Ils sont verts ou rougeâtres et mûrissent en brun pâle, 5 à 6 mois après la pollinisation. Les graines sont noires, de 3 mm de long, avec une aile mince brun pâle de 6 à 8 mm de long.
On distingue deux sous-espèces :
- Picea jezoensis subsp. jezoensis (épicéa d'Ezo), le plus répandu. Ses pousses sont brun chamois très pâle, presque blanc, avec des bandes de stomates bleu-blanc ; les cônes sont brun clair à écailles flexibles ;
- Picea jezoensis subsp. hondoensis (épicéa de Hondo, autre nom de Honshū au Japon central). Ses pousses sont brun chamois à brun orangé, parfois très pâles, presque blanc, avec des bandes de stomates d'un blanc brillant ; les cônes sont brun orangé à écailles plus rigides.

Il est parfois difficile à distinguer de l'épicéa de Sitka (Picea sitchensis) qui vit sous les mêmes latitudes sur la rive nord-américaine du Pacifique.

Caractéristiques de Picea jezoensis
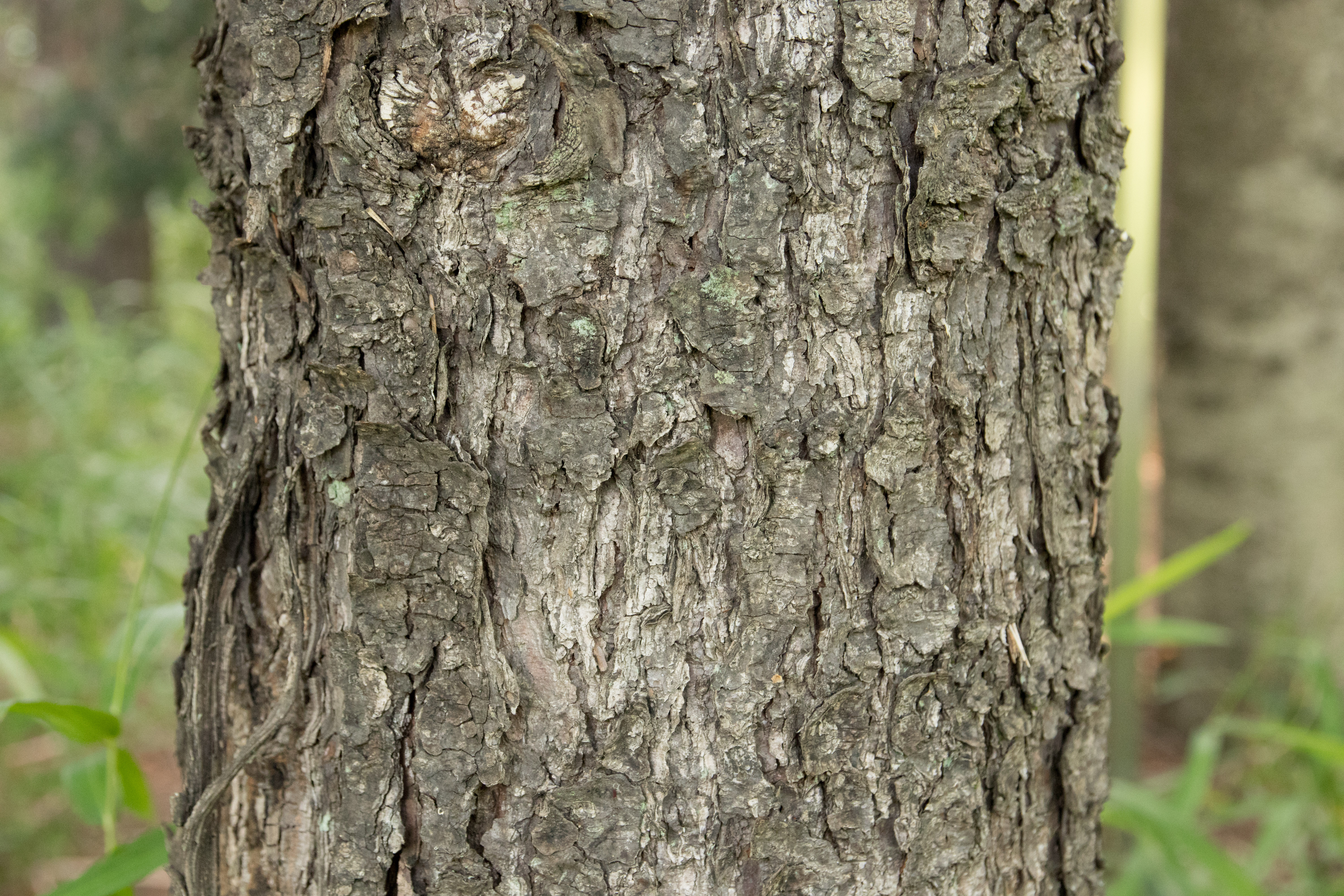
Écorce en juin 2018.
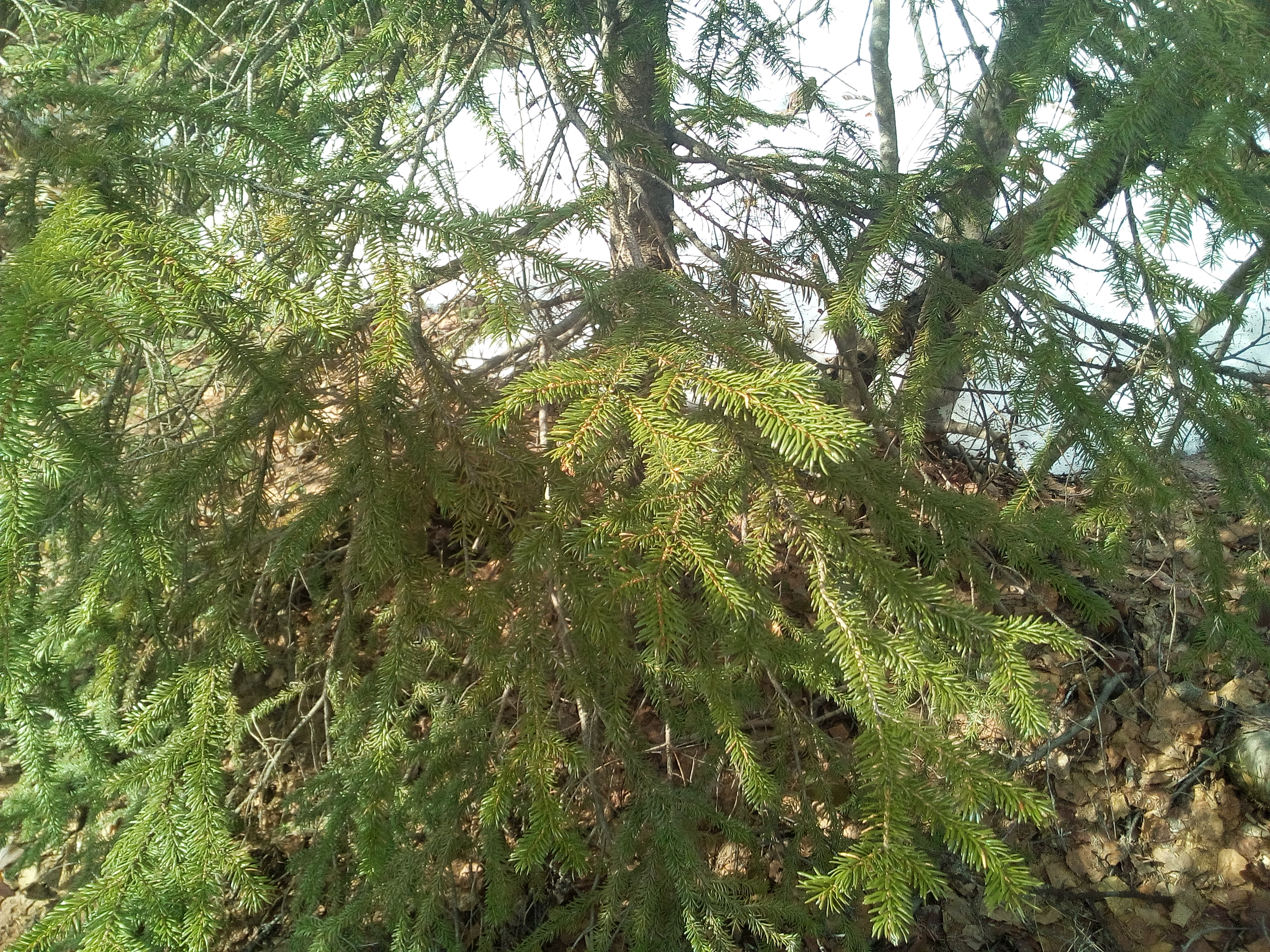
Branches à Sakhaline en mai 2018.
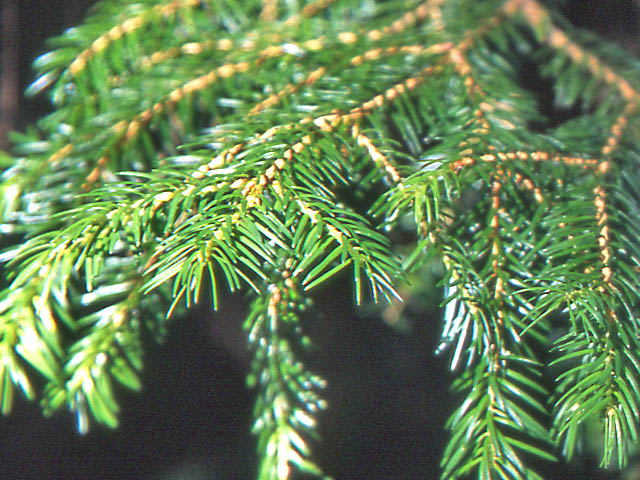
Feuilles au mont Akaishi, Honshū, en août 2007.
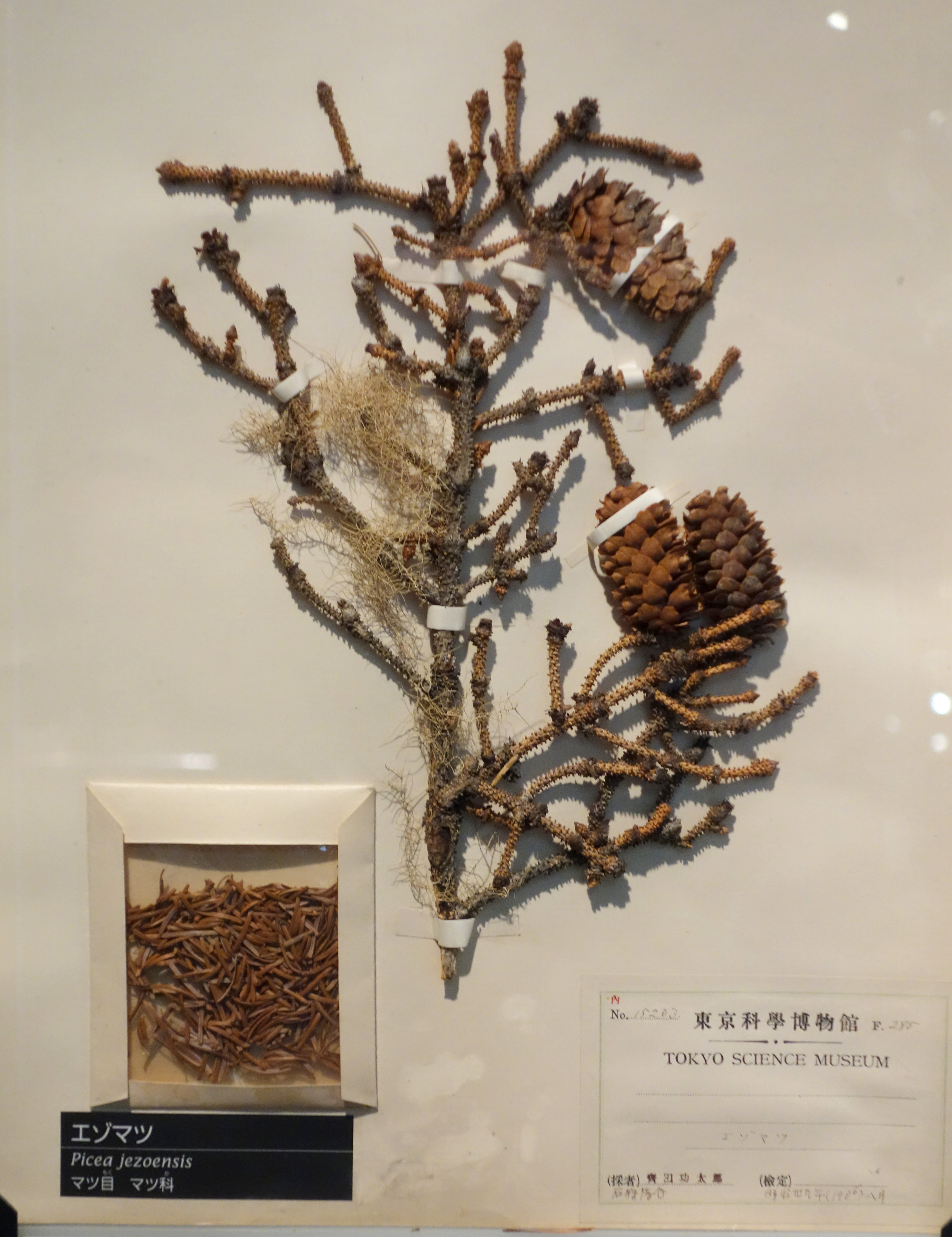
Rameau, cônes et graines au musée national de la nature et des sciences de Tokyo en 2013.

## Répartition

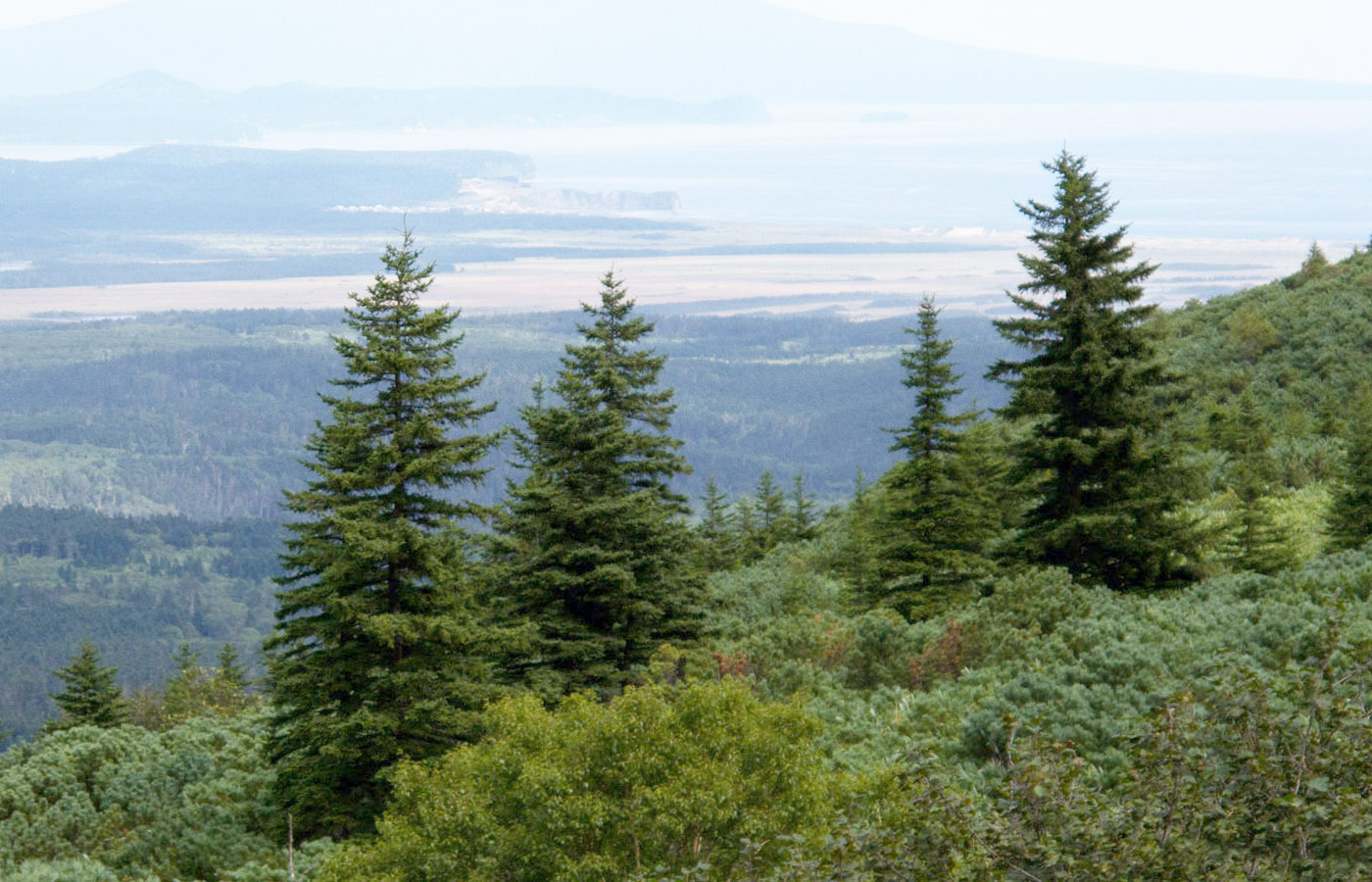
Picea jezoensis au mont Mendeleiev à Kounachir dans les îles Kouriles, Russie, en 2010.

C'est un arbre caractéristique de la forêt tempérée humide. Il est originaire du nord-est de l'Asie : on le rencontre dans les hautes montagnes de Honshū et de Hokkaidō au Japon, dans les monts Changbai à la frontière de la Chine et de la Corée, dans l'Extrême-Orient russe du Sikhote-Aline au Kamtchatka, à Sakhaline et aux îles Kouriles. Dans l'intérieur du continent, il ne se rencontre nulle part à plus de 400 km de la mer.
En Russie et dans le nord du Japon, il est exploité pour le bois et l'industrie papetière et souvent victime d'exploitation forestière illégale.

## Dans la culture
Les Aïnous, peuple autochtone de Hokkaidō et de Sakhaline, utilisent un instrument à cordes, le tonkori, dont la caisse est taillée dans du bois de Picea jezoensis.